# Suiza en los Juegos Olímpicos de Tokio 1964
Suiza estuvo representada en los Juegos Olímpicos de Tokio 1964 por un total de 66 deportistas que compitieron en 13 deportes.  
El portador de la bandera en la ceremonia de apertura fue el atleta Peter Laeng.

## Medallistas
El equipo olímpico suizo obtuvo las siguientes medallas:
| Nombre                                                                         | Deporte | Competición        |
| ------------------------------------------------------------------------------ | ------- | ------------------ |
| Oro                                                                            |         |                    |
| Henri Chammartin (Wörmann)                                                     | Hípica  | Doma ind.          |
| Plata                                                                          |         |                    |
| Henri Chammartin (Wörmann) Marianne Gossweiler (Stephan) Gustav Fischer (Wald) | Hípica  | Doma por eqs.      |
| Eric Hänni                                                                     | Judo    | –68 kg M           |
| Bronce                                                                         |         |                    |
| Gottfried Kottmann                                                             | Remo    | Scull ind. (M1x) M |